# Juan Andrés de Ustáriz
Juan Andrés de Ustáriz Vertizberea (Narvarte, Navarra, España; 31 de marzo de 1656 - † Santiago de Chile; 19 de mayo de 1718); comerciante y administrador público imperial español que ejerció como Gobernador de Chile, entre 1709 y su destitución por corrupción en 1716.

## Biografía
Fue un comerciante navarro, y llegó a ser caballero de la Orden de Santiago. Accedió al cargo en recompensa por haber apoyado a Felipe V durante la Guerra de Sucesión Española. 
Su gobierno, pese a emprender un plan de obras públicas, se vio empañado al no poder refrenar el afán de lucro propio de su profesión particular. Practicó el nepotismo y permitió o fomentó el contrabando ilegal de comerciantes franceses, provenientes del puerto de Saint-Malo, sobre todo en la zona de Concepción. Las acusaciones hicieron que se le realizara un juicio de residencia, en 1716, en el que resultó destituido del cargo y reemplazado por un oidor de la Real Audiencia de Lima, José de Santiago Concha y Salvatierra. 
Su gobierno fue, en general, tiempo de paz, en el que solo una expedición de corsarios llegó a costas chilenas: la del inglés Woodes Rogers, quien recogió en el Archipiélago Juan Fernández al náufrago Alexander Selkirk, inspirador de la novela Robinson Crusoe de Daniel Defoe. En 1712 los tributarios huilliches de Chiloé se alzaron en rebelión contra los encomenderos y durante el juicio de residencia se halló que se debió en parte al abandono del fuerte de Calbuco cuando un capitán, designado gobernador de Chiloé por él, se negó a obedecer al gobernador designado por el rey.
Hizo considerable fortuna en Chile durante el ejercicio de su cargo y dejó descendientes bien ubicados en ese país, pues entre sus hijos se contaron encomenderos y corregidores.
La pesadumbre por todo lo que se dijo (y también inventó) durante su Juicio de Residencia, lo llevó prematuramente a la tumba.

## Obras
- Edificación del Palacio del Gobernador.
- Inició la construcción de la Casa de Recogidas en 1710, institución que cumplía a la vez la función de asilo y cárcel de mujeres. Para esto se realizó una colecta pública, debido a que el tesoro real no accedió a entregar fondos. En 1716 los trabajos se encontraban detenidos por los malos manejos del superintentendente de las obras.
- Ampliación de la sede de la Real Audiencia de Chile.
- Nuevas instalaciones para el Hospital San Juan de Dios.
- Edificó a sus expensas la ermita de San Miguel en 1712 (donde a fines del siglo XIX se construyó la actual iglesia de la Gratitud Nacional[6]), dando así nombre a un sector de la actual Alameda, tramo entonces conocido como Cañada de San Miguel.[7][8]
- Presidió el Parlamento de Tapihue, en el que se renovó la paz con los mapuches.

## Condecoraciones
- Caballero de la Orden de Santiago ( España).